# 133号線 (チェコ)
チェコ国鉄133号線、別名ホムトフ～イルコフ線（チェコ語;Železniční trať Chomutov–Jirkov）は、チェコ国鉄の鉄道線の名称である。
1872年、ドゥフツォフ・ポドモクリ鉄道によって開業したが、現在の路線は1984年に付け替えられたものである。

## 運行形態[2]

### 快速「スピェシニー(Sp)」
一日3.5往復（休日4往復）、4時間に1本の運行。全列車が124号線に直通し、原則イルコフ～ホムトフ～ルジナーの系統で運行される。133号線内は各駅に停車する。

### 普通
平日は一日6.5往復、休日は一日2往復の運行。一部は124号線のジャテツ、130号線のカダニにも直通する。

## 駅一覧
以下では、チェコ国鉄133号線の駅と営業キロ、停車列車、接続路線などを一覧表で示す。
- 種別
  - Sp：快速
  - Os：普通
- 停車駅
  - ◎印：全列車停車

| 路線名 | 駅名         | 駅間営業キロ | 累計営業キロ | Sp | Os | 接続路線                  | 所在地       | 所在地     |
| ------ | ------------ | ------------ | ------------ | -- | -- | ------------------------- | ------------ | ---------- |
| 130    | ホムトフ駅   |              | 0.0          | ◎  | ◎  | 124号線、130号線、137号線 | ウースチー州 | ホムトフ郡 |
| 133    | ホムトフ町駅 | 1.9          | 1.9          | ◎  | ◎  | 130号線                   | ウースチー州 | ホムトフ郡 |
| 133    | イルコフ駅   | 3.9          | 5.8          | ◎  | ◎  |                           | ウースチー州 | ホムトフ郡 |